# Oestophora tarnieri
Oestophora tarnieri is een slakkensoort uit de familie van de Trissexodontidae. De wetenschappelijke naam van de soort is voor het eerst geldig gepubliceerd in 1854 door Morelet.